# Васимир Ел-Хатиб
Васимир Маруан Ел-Хатиб е бивш български футболист, футболен съдия, ръководещ двубои от елитната Първа професионална футболна лига на България.

## Кратка биография
Роден е в гр. Плевен на 16 август 1985 г., в семейството на българка и сириец. От дете започва да тренира футбол в местната школа на Белите орли (Плевен). Завършва ПГСАГ „Никола Фичев“ в Плевен.
По-късно заминава и живее със своите родители в Сирия, където играе за професионалния тим на ФК Ал Маджед (Дамаск).
Завръщайки се в България учи Арабистика в Софийския университет.
Открива своето признание във футболното съдийство. Започва да съдийства в Областните групи в София, а по-късно и в ЮЗ Трета лига, като са му поверявани някои от най-оспорваните дербита в групата.
През 2018 година започва да бъде назначаван с наряди за допълнителен рефер в Първа лига, като същата година е такъв на дербито ПФК Левски (София) – ПФК ЦСКА-София (София) г., играно на 15 май 2018 г. Скоро след това влиза и в ранглистата на реферите свирещи в Първа лига.

## Кариера като футболен рефер
- Дебют като рефер в Трета лига – Северозападна „В“ Група: ФК Левски (Левски) – ФК Гигант (Белене), август 2009 година;
- Дебют във Втора Професионална Лига: ПФК Нефтохимик (Бургас) – ПФК Марица (Пловдив) 1921 0:2, 26 август 2017 г.[7]
- Дебют в Първа Професионална Лига: ФК Арда (Кърджали) – ФК Дунав (Русе) 0:2, 21 юни 2020 г.[8]